# Werkzoll (Architektur)
Als Werkzoll oder Bruchzoll (auch Arbeits- oder Steinmetzzoll) bezeichnet man den Überstand der Oberfläche von rohem Kunst- oder Naturstein, der bei der späteren Fertigstellung der Steinoberfläche abgearbeitet wird. Die entstehenden Werkstücke werden für Natursteinmauerwerk, als Schmucksteine oder Skulpturen verwendet.
Nach dem Bruch des Rohblocks werden die für einen Bau vorgesehenen Werkstücke noch im Steinbruch durch Steinhauer in Form gehauen, wobei eine gegenüber dem Baumaß etwa 1 Zoll (rund 2,5 Zentimeter) starke Schicht am Werkstück verbleibt. Diese Werkzoll genannte Schicht als Ergebnis des Bossierens dient dem Schutz der geplanten Oberfläche während des Transports vom Steinbruch zur Baustelle und der Lagerung vor Ort. Diese Technik fand – neben anderen Sicherungsmaßnahmen wie dem Verschalen in Lehm oder Holz – vor allem in der griechischen und der römischen Architektur Verwendung.
Vor dem Versetzen eines Werkstücks wird zunächst der Werkzoll an Stoß- und Lagerflächen abgearbeitet und das Werkstück anschließend an seine endgültige Position versetzt. Danach wird der Werkzoll der Sichtflächen entfernt und die Oberfläche etwa einer Wand oder einer Säule in einem Zug geglättet oder in ihr vorgesehenes Erscheinungsbild versetzt. Aus ästhetischen Gründen kann der Werkzoll der Sichtflächen auch stehengelassen werden, um den Eindruck einer gewollten Unfertigkeit zu erzielen. Rustikamauerwerk bedient sich dieses Effekts.